# وسیولی (شهرستان ایگلینسکی، باشقیرستان)
وسیولی (انگلیسی: Vesyoly, Iglinsky District, Republic of Bashkortostan) یک شهرک در شهرستان ایگلینسکی استان باشقیرستان کشور روسیه است.